# Aeroporto di Nouadhibou
L'Aeroporto di Nouadhibou (in arabo مطار نواذيبو الدولي‎?; in francese: Aérodrome de Nouadhibou) (IATA: NDB, ICAO: GQPP) è un aeroporto definito come internazionale dalle autorità dell'aviazione civile mauritana e situato sull'Oceano Atlantico nella parte occidentale della Mauritania, nella Regione di Dakhlet-Nouadhibou, 3 km a Nord-Est del centro del capoluogo Nouadhibou.
L'aeroporto di Nouadhibou è posto a un'altitudine di 3 m ed è dotato di una pista in asfalto lunga 2 425 m e larga 45 m con orientamento RWY 02-20; lo scalo è operativo 24 ore al giorno.